# Tigres katangais
Les Tigres katangais sont des combattants katangais, issus de la gendarmerie katangaise puis du Front national de libération du Congo. Tigre signifierait troupes d'infanterie et de guérilla révolutionnaire.

## Rébellions des années 1970
Les anciens combattants de la gendarmerie katangaise et des habitants du Katanga réfugiés en Angola tentent à deux reprises en 1977 et 1978 de reprendre le Katanga. Menés par Nathaniel Mbumba, ils échouent lors de la première et de la deuxième guerre du Shaba. Après l'échec de ces opérations, les Tigres se séparent en plusieurs factions.

## Première guerre du Congo
Les Tigres jouent un rôle important pendant la première guerre du Congo. Certains se mettent au service du parti katangais Uferi. Ils rejoignent en partie la garde civile du Zaïre en février 1996.
D'autres Tigres, intégrés dans les forces armées angolaises, sont envoyés au Zaïre en février 1997 pour rejoindre l'AFDL de Kabila. 2 000 à 3 000 combattants sont ainsi envoyés à Goma et Bukavu via Kigali. Les katangais du 24e régiment angolais participent à la défaite des forces armées zaïroises (FAZ) lors de la bataille de Kisangani. Le 9 avril 1997, les rebelles prennent Lubumbashi, capitale du Katanga. Des Katangais venus de l'armée angolaise prennent également part à la bataille de Kenge, dernière résistance sérieuse des FAZ.

## Sources
1. ↑  Kennes 1998, p. 12.
2. ↑  (en) Olivier Lanotte, « Chronology of the Democratic Republic of Congo/Zaire (1960-1997) », sur sciencespo.fr, 6 avril 2010
3. ↑  Kennes 1998, p. 21.
4. ↑  Kennes 1998, p. 13.
5. ↑  Reyntjens 2009, p. 63.